# Notorchestia naturaliste
Notorchestia naturaliste is een vlokreeftensoort uit de familie van de Talitridae. De wetenschappelijke naam van de soort is voor het eerst geldig gepubliceerd in 2008 door Serejo en Lowry.